# Hebrew Union College-Jewish Institute of Religion
Pour les articles homonymes, voir HUC et JIR.

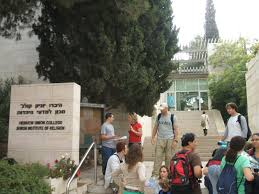
Le campus HUC à Jérusalem.

Le Hebrew Union College (HUC, HUC-JIR, ou The College-Institute) est un séminaire juif à trois campus aux États-Unis et un à Jérusalem. C'est le plus ancien séminaire juif existant aux Amériques et le principal séminaire de formation de rabbins, chantres, d'éducateurs et de travailleurs communaux pour le judaïsme réformé.
HUC-JIR a des campus à Cincinnati (Ohio), New York (New York), Los Angeles, ( Californie), aux États-Unis, et à Jérusalem, en Israël. Le campus de Jérusalem est le seul séminaire en Israël pour la formation du clergé du judaïsme réformé.

## Histoire

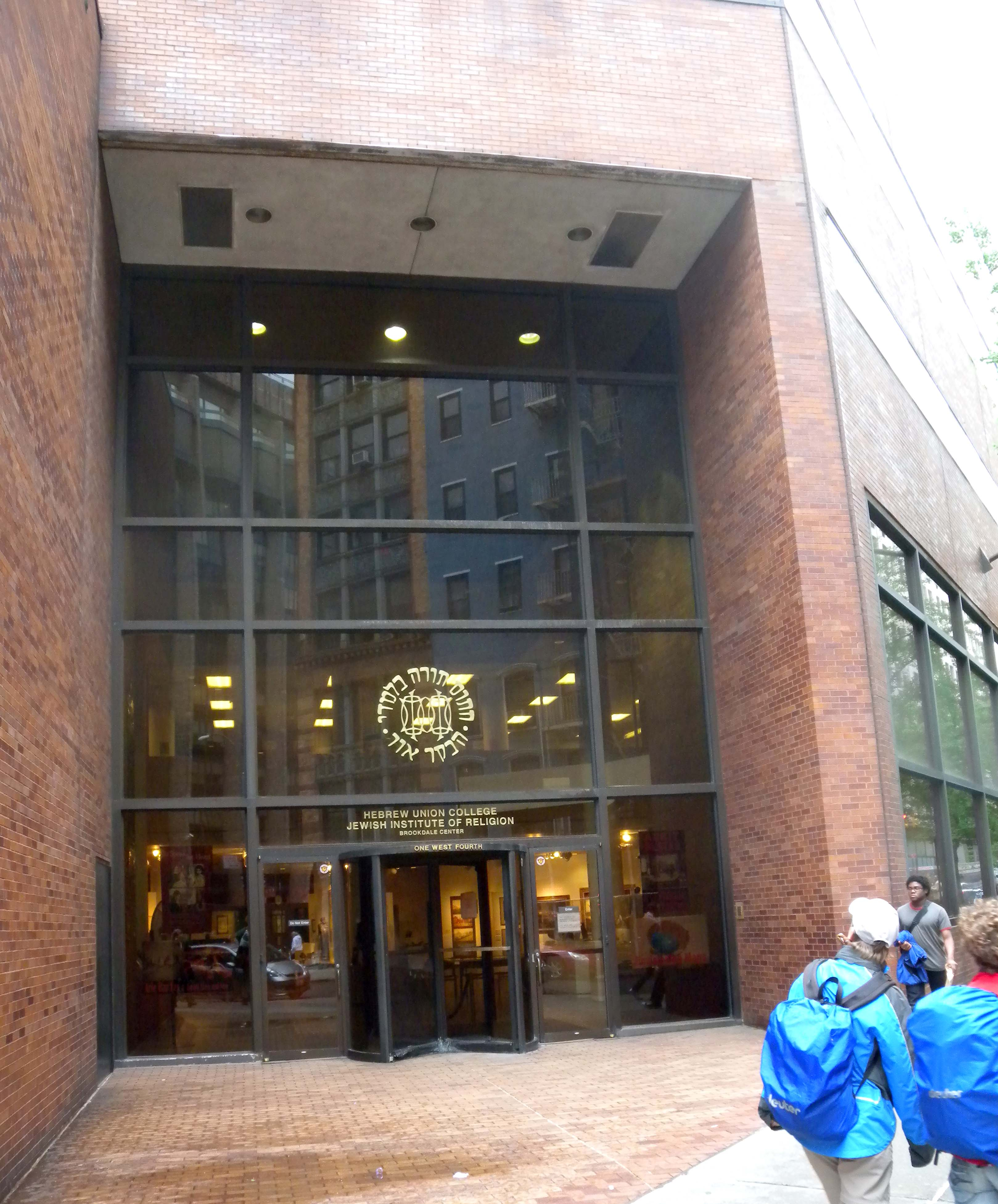
HUC Greenwich Village, New York

HUC, fondé à Cincinnati en 1875, a pour créateur le rabbin Isaac Mayer Wise. Jacob Ezekiel était secrétaire du conseil d'administration, registraire et trésorier depuis la création du Collège jusqu'à juste avant sa mort en 1899. La première classe rabbinique a obtenu son diplôme en 1883. Le banquet de fin d'études pour cette classe est devenu connu sous le nom de banquet Trefa parce qu'il comprenait des aliments non kashers, tels que des palourdes, des crabes à carapace molle, des crevettes, des cuisses de grenouilles et des produits laitiers servis immédiatement après la viande. À l'époque, les rabbins réformistes étaient divisés sur la question de savoir si les restrictions alimentaires juives étaient toujours applicables. Certains des rabbins réformistes les plus traditionalistes pensaient que le menu du banquet allait trop loin et étaient obligés de trouver une alternative entre le judaïsme réformé et le judaïsme orthodoxe. Ce fut une cause majeure de la fondation du judaïsme conservateur américain.
En 1950, un deuxième campus HUC a été créé à New York grâce à une fusion avec le rival Jewish Institute of Religion . Des campus supplémentaires ont été ajoutés à Los Angeles en 1954 et à Jérusalem en 1963.
Depuis 2009, le Hebrew Union College-Jewish Institute of Religion est un séminaire international et une université d'études supérieures offrant une grande variété de programmes académiques et professionnels. En plus de son école rabbinique, le College-Institute comprend des écoles d'études supérieures, de l'éducation, de la gestion juive à but non lucratif, de la musique sacrée, de l'archéologie biblique et un programme rabbinique israélien.
Le campus de Los Angeles gère bon nombre de ses programmes et diplômes en coopération avec l'université de Californie du Sud (USC), voisine, un partenariat qui a duré plus de 35 ans. Leur relation productive comprend la création du Centre pour l'engagement judéo-musulman, un groupe de réflexion interconfessionnel grâce au partenariat entre HUC, USC et la Omar Foundation. CMJE  organise des programmes d'étude de textes religieux à travers Los Angeles.
Le rabbin Alfred Gottschalk été nommé sixième président du HUC, après la mort de Nelson Glueck. En tant que présidente, Gottschalk a supervisé la croissance et l'expansion des campus HUC, l'ordination de Sally Priesand en tant que première femme rabbin aux États-Unis, l'investiture de la première femme hazzan du judaïsme réformé et l'ordination de Naamah Kelman en tant que première femme rabbin à être ordonné en Israël.
En 1996, le rabbin Sheldon Zimmerman a été nommé 7e président du College-Institute. Il a été remplacé en 2000 par le rabbin David Ellenson tant que 8e président. Le 9e président de HUC-JIR, élu en 2014, était le rabbin Aaron D. Panken, Ph.D. Une autorité reconnue dans la littérature rabbinique et du Second Temple, avec des intérêts de recherche dans le développement historique des concepts et des termes juridiques, le rabbin Panken a été tué dans un accident d'avion le 5 mai 2018, alors qu'il pilotait un Aeronca 7AC monomoteur au - dessus de New York. Vallée de l'Hudson, .
Andrew Rehfeld, Ph.D., a été élu 10e président le 18 décembre 2018 et inauguré au temple Plum Street, à Cincinnati, le 27 octobre 2019. Le président Rehfeld a fait le pont entre le monde universitaire et le monde juif en tant que professeur adjoint de science politique (2001 à 2007) et professeur agrégé de science politique (2007 à 2019) à l'Université de Washington à Saint Louis et en tant que président et chef de la direction de la Fédération juive de St Louis (2012 à 2019). Professeur titulaire de pensée politique à HUC-JIR, le président Rehfeld a obtenu un doctorat. en science politique (2000) et une maîtrise en politique publique (1994) de l'Université de Chicago, et un BA, Phi Beta Kappa, dans le programme de spécialisation en philosophie de l'Université de Rochester (1989). Auteur de The Concept of Constituency (Cambridge University Press, 2005) et de nombreux articles, la recherche de Rehfeld se concentre sur la théorie démocratique contemporaine avec des intérêts connexes dans l'histoire de la pensée politique et la philosophie des sciences sociales. Il a publié sur les utilisations politiques de la Bible hébraïque et a donné des cours annuels sur le sionisme et la pensée politique juive à l'Université Washington de Saint-Louis.

## L'école Debbie Friedman de musique sacrée
L'école cantorale du Hebrew Union College-Jewish Institute of Religion (HUC-JIR) a été fondée en 1947. L'école est située sur le campus de HUC-JIR, au 1 West Fourth Street, à New York. Il propose un programme d'études supérieures de cinq ans, conférant le diplôme de maître de musique sacrée en quatrième année et l'ordination de chantre en cinquième année.
Le cursus de l'école cantorale commence à Jérusalem et se poursuit à New York pendant les quatre années suivantes. Pendant leur séjour en Israël, les étudiants étudient l'hébreu et la musique juive et apprennent à connaître Israël. Les étudiants cantoraux étudient à côté des étudiants rabbiniques et de l'éducation. À New York, le programme comprend des options d'apprentissage professionnel en tant qu'étudiant-chantre, pour lesquelles les étudiants servent des congrégations dans la région de New York et au-delà.
Le programme comprend des cours de musique liturgique couvrant le shabbat traditionnel, les fêtes de fin d'année et le festival nusach, le chœur, la musicologie, la liturgie réformée et la composition, Judaica et des cours de texte tels que Bible, Midrash et d'histoire, ainsi que de développement professionnel. Chaque élève se voit attribuer des stages (mini-récitals) au cours de la 2e, 3e et 4e année de l'école qui se terminent par un récital senior (basé sur une thèse) pendant la cinquième année.
Le rabbin David Ellenson, alors président de Hebrew Union College-Jewish Institute of Religion, a annoncé le 27 janvier 2011 que l'École de musique sacrée allait être rebaptisée École Debbie Friedman de musique sacrée en l'honneur de Debbie Friedman. Le changement de nom a eu lieu officiellement le 7 décembre 2011,.

## Égalité des sexes
HUC a des étudiants masculins et féminins dans tous ses programmes, y compris les études rabbiniques et cantorales. Depuis sa fondation, le College-Institute a ordonné plus de 2 800 rabbins et plus de 400 chantres. En 2007, 520 rabbins ordonnés et 179 chantres investis étaient des femmes. (Voir Les femmes et les références rabbiniques). La première femme rabbin à être ordonnée par HUC a été Sally Priesand, ordonnée en 1972, la seule femme d'une classe de 35 hommes. La première femme chantre à être investie par HUC a été Barbara Ostfeld-Horowitz en 1975 .
Après quatre ans de délibération, HUC a décidé de donner aux femmes un choix de libellé sur leurs certificats d'ordination à partir de 2016, y compris la possibilité d'avoir le même libellé que les hommes. Jusque-là, les certificats des candidats masculins les identifiaient par le traditionnel «morenu harav» du mouvement réformiste ou «notre professeur le rabbin», et les certificats des candidats féminins n'utilisaient que le terme «rav u'morah» ou «rabbin et professeur». Sally Priesand elle-même ignorait que son certificat la mentionnait différemment de ses collègues masculins jusqu'à ce qu'elle soit portée à sa connaissance des années plus tard. Le rabbin Mary Zamore, directeur exécutif du Réseau rabbinique des femmes du mouvement réformiste, a expliqué que le HUC n'était pas à l'aise de donner aux femmes le même titre qu'aux hommes. En 2012, elle a écrit au rabbin David Ellenson, alors président de HUC, pour lui demander de remédier à cet écart, qui, selon elle, «faisait ressortir l'inégalité entre les sexes».

## Ressources
Le système de bibliothèque HUC contient l'une des plus vastes collections juives au monde. Chaque campus possède sa propre bibliothèque:
- Bibliothèque Klau à Cincinnati, la principale bibliothèque de recherche. Cette bibliothèque est la deuxième plus grande collection de documents juifs imprimés au monde (la Bibliothèque nationale d'Israël à Jérusalem est la première). La bibliothèque déclare avoir 700 000 volumes, dont 150 incunables et plus de 2 000 codex manuscrits[17].
- Bibliothèque Klau à New York - 130 000 volumes.
- Bibliothèque S. Zalman et Ayala Abramov à Jérusalem - 100 000 volumes.
- Bibliothèque Frances-Henry à Los Angeles - 100 000 volumes.

Les trois campus américains partagent un catalogue, mais la collection de Jérusalem est cataloguée séparément.

## Musée
Le musée HUC-JIR du campus de New York présente des expositions mettant en lumière l'histoire, la culture et la créativité contemporaines juives.
Depuis sa fondation en 1983 sous le nom de Joseph Gallery, le musée HUC-JIR s'est développé physiquement pour englober 5 000 pieds carrés (464,5152 m2) d'espace d'exposition, s'agrandissant pour inclure le Grand Hall Petrie, la Galerie Klingenstein, la Galerie Heller et la Galerie Backman. Parmi les expositions présentées à ce jour, le Musée a organisé des expositions phares pour les artistes émergents, des sondages d'artistes de premier plan et des artistes plus âgés; expositions de pointe éclairant les questions juives, y compris les réponses artistiques contemporaines à l'Holocauste, l'histoire des relations afro-américaines et juives depuis 1654 à nos jours, l'impact de la violence familiale sur les œuvres des artistes contemporaines israéliennes et américaines, et l'actuel situation en Israël et identité israélienne contemporaine; des expositions historiques établissant de nouvelles directions pour l'art cérémoniel juif contemporain; expositions de groupe reflétant de nouvelles interprétations du texte biblique; et des expositions de collections privées importantes, reflétant l'identité et la conscience juives, qui ont avancé la définition de l'art juif au XXe siècle.
Laura Kruger est conservatrice de l'exposition muséale au musée HUC-JIR.
Le Hebrew Union College-Jewish Institute of Religion gère également le Skirball Cultural Center à Los Angeles et le Skirball Museum à Jérusalem.

## Faculté notable
Parmi les membres notables du corps professoral figuraient Judah Magnes, qui était également la chancelière fondatrice et présidente de l'Université hébraïque de Jérusalem, le rabbin Abraham Cronbach, le rabbin Tamara Cohn Eskenazi, Abraham Joshua Heschel, Nelson Glueck, Moses Buttenweiser, Eugene Borowitz, Jacob Z.Lauterbach, Lawrence A. Hoffman, Moses Mielziner, le rabbin Alvin J. Reines, Debbie Friedman, Rachel Adler et le rabbin Carole B. Balin .

## Anciens notables
- Cody Bahir, érudit du mysticisme juif et chinois [19]
- Carole B. Balin, MA Lettres hébraïques, 1989; ordination rabbinique, 1991
- Henry Berkowitz, rabbin, DD, 1887
- Le préfet Robert Brenner
- Angela Warnick Buchdahl, première Américaine d'origine asiatique à être ordonnée rabbin et première Américaine d'origine asiatique à être ordonnée hazzan (chantre) dans le monde [20],[21],[22],[23]
- Abraham Cronbach
- Maurice Davis
- Sofia Falkovitch, Hazzan et chanteuse d’opéra (mezzo-soprano)
- Ammiel Hirsch, rabbin, avocat et ancien directeur exécutif de l' Association des réformistes sionistes d'Amérique / Union mondiale pour le judaïsme progressiste, Amérique du Nord [24]
- Jay Holstein, professeur remarquable de l'Université de l'Iowa
- Joseph Krauskopf, fondateur de la National Farm School (aujourd'hui Delaware Valley University )[25].
- Elliot Kukla, sorti transgenre six mois avant son ordination en 2006, a été la première personne ouvertement transgenre à être ordonnée par HUC-JIR [26]
- Ruth Langer, professeur de théologie au Boston College
- Helen Levinthal, première femme américaine à terminer la totalité des études dans une école rabbinique
- Jack P. Lewis[27], professeur à la Harding School of Theology (l'inscription au Hebrew Union College est ouverte aux non-juifs). )
- Jennie Mannheimer, professeur de discours et d'art dramatique, élocutionniste
- Jacqueline Mates-Muchin, première rabbin sino-américaine au monde
- Sally Priesand, la première femme rabbin d'Amérique ordonnée par un séminaire rabbinique et la deuxième femme rabbin officiellement ordonnée de l'histoire juive, après Regina Jonas [28],[29]
- Aaron D. Panken, 12e président de HUC-JIR, 2014-2018
- Cantor Charles Romalis, premier et seul chantre du temple Beth Tikvah à Wayne, NJ (1965-présent) [réf. nécessaire]
- Michael Robinson, rabbin et militant des droits civiques
- Jonathan Rosenbaum, universitaire
- A. James Rudin
- Norbert M. Samuelson, professeur de philosophie juive à Arizona State University
- Julie Schwartz, qui a été ordonnée par HUC-JIR et a ensuite fondé le programme d'études de HUC-JIR en counseling pastoral pour les étudiants rabbiniques
- Seymour Schwartzman, chanteur d'opéra et chantre
- Alysa Stanton, première rabbin noire au monde
- Lance J. Sussman, universitaire
- David Williams, directeur du programme de spécialisation de l'Université de Géorgie [réf. nécessaire]
- Eric Yoffie, président de l'Union for Reform Judaism
- Rabbin Dr. Walter Zanger, guide touristique et personnalité de la télévision
- Reuben Zellman, première personne ouvertement transgenre acceptée au HUC-JIR en 2003; il a été ordonné par HUC-JIR en 2010 [30],[31],[32]